# Aporreadillo
El aporreadillo o aporreado es un platillo típico mexicano de la cocina del suroeste de México.
Este platillo consiste en carne aporreada con una piedra, salada, desmenuzada, revuelta con huevo y cocida en salsa de chile guajillo, chile de árbol o chile serrano, con ajo y cilantro. Puede hacerse de carne de res o venado, seca y salada, o de cecina. Se acompaña con arroz y frijoles en el desayuno, el almuerzo o la cena. El aporreadillo puede ser rojo o verde, dependiendo del color de la salsa. Es tradicional de Tiquicheo, Michoacán, aunque también se encuentra en el estado de Guerrero.